# オーガスタス・フィッツロイ (1716-1741)

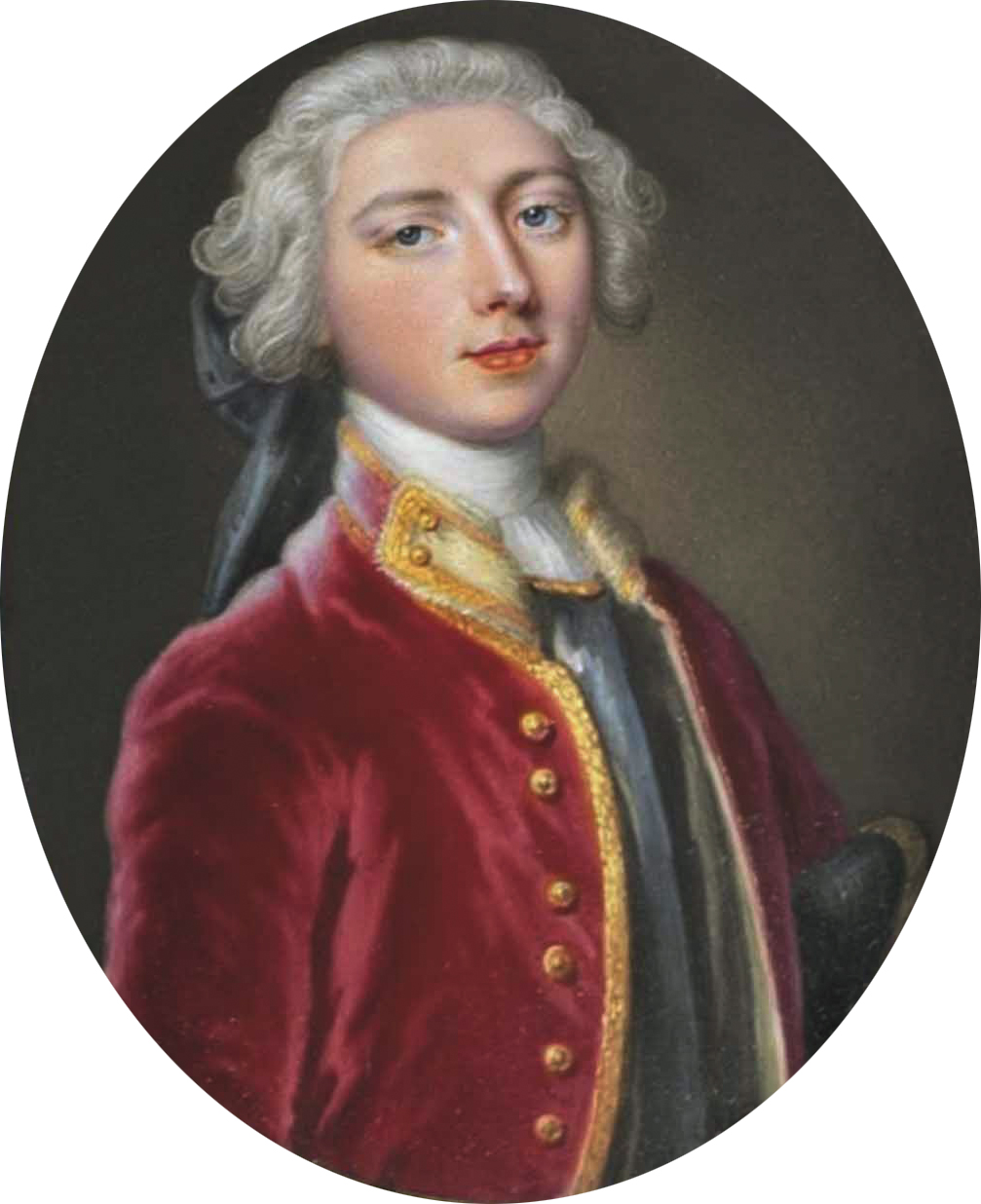
クリスティアン・フリードリヒ・ツィンケによる肖像画

オーガスタス・フィッツロイ卿（英語: Lord Augustus FitzRoy、1716年10月16日 – 1741年5月28日）は、グレートブリテン王国の海軍軍人、庶民院議員（在任：1739年 – 1741年）。

## 生涯
第2代グラフトン公爵チャールズ・フィッツロイとヘンリエッタ・サマセット（Henrietta Somerset、1690年8月27日 – 1726年8月9日、ウスター侯爵チャールズ・サマセットの娘）の三男として、1716年10月16日に生まれた。1728年よりイートン・カレッジで教育を受けた。

### 庶民院議員
1739年2月、セットフォード選挙区の補欠選挙に出馬して当選、1741年イギリス総選挙でも再選した。議会では1740年1月に与党側で投票した記録がある。

### 軍歴
1734年に大尉としてイギリス海軍に入隊、1736年に大佐に昇進した。
1736年11月2日、40門5等艦エルサム（Eltham）の艦長に任命され、1739年11月まで務めた。エルサムは地中海におけるジョージ・クリントン閣下の艦隊に含まれる1隻であり、来たる対スペイン戦争に備えていた。ニコラス・ハドックが地中海艦隊総指揮官に任命されると、地中海艦隊はさらなる増援を受けた。フィッツロイ自身は1739年9月にハドックによりカルタヘナとバルセロナの偵察、およびそこでの商船隊または護衛艦隊への攻撃の実現性について報告を命じられ、10月中旬に両港口の守備が堅牢であり、攻撃が現実的ではないと報告した。
1739年10月/11月に70門3等艦オーフォードの艦長に任命された。1740年10月26日にシャローナー・オーグル提督率いる艦隊30隻が西インド諸島にいるエドワード・ヴァーノン提督への増援として派遣されると、フィッツロイ率いるオーフォードもそのうちの1隻として派遣された。
オーフォードは1741年3月から5月にかけてのカルタヘナ・デ・インディアスの海戦に参戦したが、さしたる活躍はなかった。その後、フィッツロイはカルタヘナで感染した疫病により、1741年5月28日にジャマイカで死去した。

## 家族
1734年3月、エリザベス・コスビー（Elizabeth Cosby、1721年 – 1788年12月21日、ニュージャージー植民地総督ウィリアム・コスビーの娘）と結婚、3男をもうけた。
- オーガスタス・ヘンリー（1735年 – 1811年） - 第3代グラフトン公爵
- チャールズ（英語版）（1737年 – 1797年） - 初代サウサンプトン男爵